# Aukje Kuypers
Aukje Kuypers (Deurne, 2 december 1978) is een Nederlandse ondernemer. Zij is algemeen directeur van het bedrijf Kuijpers en werd in 2018 verkozen tot zakenvrouw van het jaar (Prix Veuve Clicquot). De prijs werd uitgereikt door minister en vice-premier Kajsa Ollongren.

## Biografie
Sinds 1 januari 2013 is Aukje Kuypers algemeen directeur van het familiebedrijf Kuijpers, dat werd opgericht in 1921. Aukje, zelf van de vierde generatie Kuypers, is de middelste van de drie kinderen van voormalig directeur en huidig commissaris ing. Wim Kuypers.

## Studie en werk
Van 1998 tot 2003 studeerde Aukje economie en bedrijfskunde aan de Maastricht University. Na haar studie trad ze voor het eerst toe tot het familiebedrijf als directiesecretaris. In 2005 werkte Kuypers als vrijwilliger en docent met straatkinderen in Argentinië om vervolgens in 2006 als International Management Trainee aan de slag te gaan bij Fortis Bank Nederland. Binnen Fortis koos ze uiteindelijk voor een rol als Lean Consultant. In 2010 keerde ze terug in het familiebedrijf. Eerst als manager van de afdeling Kwaliteit, Arbo & Milieu en vanaf 2013 als algemeen directeur.

## Maatschappelijk betrokken
Kuypers is onder meer commissielid bij branchevereniging Techniek Nederland (Groep Grote Bedrijven, portefeuilles energie & onderwijs), bestuurslid SPARK Campus (innovatiecampus voor de bouw), Nationaal Register en Stichting Kansfonds. Ze schreef mee aan het klimaatakkoord 2.0 (2018), de Bouwagenda (2017) en het Brabants Energie Akkoord (2014) en is actief binnen de Economic Board Utrecht (Groen agenda).

## Nevenfuncties
- 2021 – heden	Lid regio jury Koning Willem 1 prijs
- 2020 – heden	Lid Missiegedreven Innovatie team TKI Urban Energy
- 2020 - heden	Voorzitter Raad van Advies Oisterwijk Energie
- 2019 – heden	Lid Raad van Advies Brabant geeft Energie
- 2019 – heden	Commissaris Dyseco
- 2018 – heden	Bestuurslid Stichting Bevordering Vakmanschap
- 2017 – heden	Commissaris Solarix
- 2017 – heden	Commissielid Techniek Nederland - Groep Grote Bedrijven portefeuilles energie & onderwijs werkgroep onderwijs en techniekpromotie
- 2017 – heden	Bestuurslid Nationaal Register
- 2017 – heden	Bestuurslid Stichting Kansfonds
- 2016 – heden	Voorzitter bestuur SPARK Campus, innovatiecampus voor de gebouwde omgeving